# Usha Rani Hooja
Usha Rani Hooja (18 de mayo de 1923-22 de mayo de 2013) fue una escultora India. Estudió escultura en la Regent Street Polytechnic de Londres. Publicó una colección de sus poemas llamado "Song & Sculpture", y su trabajo ha sido objeto de numerosas exposiciones.

## Inicios
La carrera de Usha Rani como escultora fue provocada por un encuentro casual poco después de su graduación con una maestría en Filosofía en San Esteban. Vio una clase de escultura en la Escuela Politécnica Delhi y fue seducida inmediatamente. Una enfermedad, poco después, dio lugar a un largo período de descanso, pero esta hibernación forzada le permitió sumergirse en los libros de escultura. Después de la absorción teórica vino la práctica en la Regent Street Polytechnic de Londres entre 1949 y 1954. Además, frecuentaba la jornada de puertas abiertas de los sábados de Jacob Epstein y conoció el estudio de Brancusi en París.

## Carrera
De vuelta en la India, llegó a Jaipur en 1959, donde se dedicó a crear obras humanas y accesibles, ya sean abstractas o de tamaño superior al natural. Aventurera en el uso de nuevas técnicas y materiales, trabajó con los primeros modelados en arcilla en bronce, hierro, fibra de vidrio, hormigón, piedra, yeso de París y chatarra, cerrando la brecha entre la escultura india clásica y las tendencias modernas. Fue nombrada miembro de Rajasthan Lalit Kala Akademi en 1990 y recibió el Premio Nacional de la Fundación FIE de Ichalkaranji en 1993 por su excelencia en el oficio. En muchas ciudades indias, y especialmente en Jaipur, las obras públicas monumentales de Usha Rani se han convertido en hitos familiares. Los ejemplos incluyen el Monumento a la Policía en Jaipur y el Garuda (Águila) en Kota.

## Vida privada
Se casó con Bhupendra Huja en 1949. Falleció el 22 de mayo de 2013.

## Premios
- Rajasthan Lalit Kala Akademi Fellowship. 1990;
- Premio Rajasthan Shree 1982;
- Premio Mewar Foundation Sajjan Singh 1985:
- Premio AIFACS al artista veterano,1988.
- FIE Fundación para la Excelencia en Escultura en 1993.Ichalkaranji